# Lepanthes ankistra
Lepanthes ankistra är en orkidéart som beskrevs av Carlyle August Luer och Robert Louis Dressler. Lepanthes ankistra ingår i släktet Lepanthes och familjen orkidéer.
Artens utbredningsområde är Panamá. Inga underarter finns listade i Catalogue of Life.